# After Love
After Love és una pel·lícula dramàtica britànica de 2020, escrita i dirigida per Aleem Khan en el seu debut com a director de llargmetratges. Es va estrenar al Festival Internacional de Cinema de Toronto, dins de l'apartat de films que busquen distribució comercial.
La pel·lícula va guanyar sis premis BIFA i un BAFTA i va tenir presència en diversos festivals internacionals. Es va estrenar en sala comercial el 4 de juny de 2021, al Regne Unit.

## Sinopsi
Mary Hussain (Joanna Scanlan) es converteix a l'Islam quan es casa amb Ahmed, amb qui viu a Dover. Més tard, després de perdre el seu marit, Mary descobreix un telèfon mòbil amagat que conté missatges d'una altra dona a França. Encara en xoc per la pèrdua, Mary creua el canal de la Mànega per trobar l'amant del seu marit i el fill adolescent que va tenir amb ella.

## Repartiment
- Joanna Scanlan, com a Mary Hussain.
- Nathalie Richard, com a Genevieve.
- Talid Ariss, com a Solomon.
- Nasser Memarzia, com a Ahmed.
- Sudha Bhuchar, com a Farzanna.
- Nisha Chadha, com a Mina.

## Guardons

### Les Arcs Film Festival
| Any  | Categoria              | Candidatura | Resultat  | Ref.  |
| ---- | ---------------------- | ----------- | --------- | ----- |
| 2020 | Millor música original | Chris Roe   | Guanyador | [ 7 ] |

### Premis BIFA
| Any  | Categoria                    | Candidatura                      | Resultat   | Ref.        |
| ---- | ---------------------------- | -------------------------------- | ---------- | ----------- |
| 2021 | Millor pel·lícula            | Aleem Khan Matthieu de Braconier | Guanyadora | [ 8 ] [ 9 ] |
| 2021 | Millor director              | Aleem Khan                       | Guanyador  | [ 8 ] [ 9 ] |
| 2021 | Millor actriu                | Joanna Scanlan                   | Guanyadora | [ 8 ] [ 9 ] |
| 2021 | Millor actor de repartiment  | Talid Ariss                      | Guanyador  | [ 8 ] [ 9 ] |
| 2021 | Millor actriu de repartiment | Nathalie Richard                 | Nominada   | [ 8 ] [ 9 ] |
| 2021 | Millor guió                  | Aleem Khan                       | Guanyador  | [ 8 ] [ 9 ] |
| 2021 | Millor càsting               | Shaheen Baig                     | Nominada   | [ 8 ] [ 9 ] |
| 2021 | Millor director novell       | Aleem Khan                       | Guanyador  | [ 8 ] [ 9 ] |
| 2021 | Millor guió novell           | Aleem Khan                       | Nominat    | [ 8 ] [ 9 ] |

### Premis BAFTA
| Any  | Categoria                                     | Candidatura                      | Resultat   | Ref.   |
| ---- | --------------------------------------------- | -------------------------------- | ---------- | ------ |
| 2022 | Millor director                               | Aleem Khan                       | Nominat    | [ 10 ] |
| 2022 | Millor actriu                                 | Joanna Scanlan                   | Guanyadora | [ 10 ] |
| 2022 | Millor pel·lícula britànica                   | Aleem Khan Matthieu de Braconier | Nominada   | [ 10 ] |
| 2022 | Millor director, guionista o productor novell | Aleem Khan                       | Nominat    | [ 10 ] |